# 連合・五党協議会
連合・五党協議会（れんごう・ごとうきょうぎかい）とは、1990年代から2000年代にかけて連合兵庫主導の元、兵庫県独自で行われた非自民・非共産の選挙協力の枠組みのことである。略称は「五党協」。

## 概要
1994年9月に連合兵庫会長の石井亮一主導の元、作られた。当初の参加は日本社会党、民社党・民主改革連合、公明党、新生党、日本新党。前年の細川内閣の誕生を受け兵庫県内の選挙において非自民・非共産の枠組みで中央とは一線を画した形での選挙協力の形作りの模索の結果であった。
しかし、この時中央では日本社会党が新党さきがけ、自由民主党とともに村山内閣をつくっており、当初から中央とのねじれが目立つ結果となった。首長選や統一地方選では相乗りが進んでいたためさほど混乱はなかったものの自民党も乗る形での相乗りも多かった。統一地方選では政治団体を組織して兵庫県議会選挙に候補者を擁立し独自会派で活動した。
政党連合として神戸空港推進を強力に活動し、震災の後遺症に苦しむ市民の多くから反対を浴びた。この時、反対派の市民団体を率いていた人物の一人が田中康夫である。
また、98年の参議院選挙を除く全国政選挙で中央とのねじれが起きており党本部や有権者からの批判も絶えなかった。2003年に行われた衆議院選挙を最後に国政選挙での協力は消滅し兵庫県議会議員選挙でも2007年を最後に議員が民主党入りして終了した。但し、首長選挙においては同様の相乗りが党本部からの禁止令が出たにもかかわらずいまだに多く続けられている。

## 歴史
- 1994年9月　連合兵庫会長の石井亮一主導の元、非自民・非共産の選挙協力の枠組みとして設立。この時の当初目的は尼崎市長選挙で自民推薦の現職に勝つことであった。

参加政党・団体：連合兵庫、日本社会党、新生党、公明党、日本新党、民社党・民主改革連合
- 1994年9月　尼崎市長選挙で宮田良雄を支援。宮田は自民党支援の候補を破って当選。
- 1994年12月10日　日本社会党以外の参加政党が新進党を結成、民主改革連合は単独政党となる。同日、旧民社党所属の地方議員で構成される民社兵庫が結成され、五党協に参加。
- 1995年1月17日　村山政権に批判的な本岡昭次らが離党届を日本社会党に提出、新党結成に動く。非自民・非共産政権復活の足掛かり作り、および中央とのねじれ現象打破を狙ったが当日に阪神大震災が発生。政局重視の姿勢に批判が集まり新党構想が立ち消えとなる。その後、本岡は5月に民主改革連合に移籍する。
- 1995年5月　日本社会党所属の吉岡賢治と土肥隆一が離党。
- 1995年7月23日　第17回参議院議員通常選挙

参加政党・団体：連合兵庫、日本社会党、新進党、公明、民主改革連合、民社兵庫
選挙区支援候補　石井一二（新進党）永江一仁（民主改革連合）
2議席独占を狙ったものの石井一二のみの当選に終わった。この時、89年の参議院選挙で日本社会党公認で当選した平和・市民所属の旭堂小南陵も支援を求めたが拒否。神戸空港反対派であった新社会党の参加も拒否している。
- 1995年12月27日　5月に日本社会党を離党した吉岡賢治と土肥隆一が民主改革連合へ移籍。
- 1996年9月29日　民主党結党。
- 1996年10月20日　第41回衆議院議員総選挙

参加政党・団体：連合兵庫、社会民主党、新進党、公明、民主改革連合、民社兵庫
選挙区支援候補　1区：石井一（新進党）2区：赤羽一嘉（新進党）3区：土肥隆一（民主改革連合）4区：井上喜一（新進党）5区：吉岡賢治（民主改革連合）6区：小池百合子（新進党）7区：土井たか子（社会民主党）8区：冬柴鉄三（新進党）9区：宮本一三（新進党）10区：塩田晋（新進党）11区：五島壮（新進党）12区：山口壯（新進党）
選挙区全体では9勝し、力をみせつけたが参加政党には不満が残るものとなった。社会民主党は選挙区で土井以外の候補を立てられなかった一方、新進党は全候補が支援を受けられなかったことに不満を表明、さらに公明は5区で自民党候補を支援するなどねじれにより一枚岩とはほど遠い現状であった。
- 1997年1月　民主党が五党協参加
- 1997年10月26日　神戸市長選挙で自民党と共に笹山幸俊を支援。前回まで共闘していた共産党が対立候補をたてるものの当選。同日の参議院議員補欠選挙には候補擁立を断念。
- 1997年12月27日　新進党分党。新たに誕生した新党平和と自由党が五党協に参加。
- 1998年4月27日　新進党分党で誕生した新党友愛、及び民政党、民主改革連合が民主党に合流。
- 1998年6月　社会民主党がさきがけと共に閣外協力を破棄。5党協参加政党が初めて全て野党となる。
- 1998年7月12日　第18回参議院議員通常選挙

参加政党・団体：連合兵庫、民主党、社会民主党、新党平和、自由党、公明、民社兵庫
選挙区支援候補：本岡昭次（民主党）
五党協が有効に機能し、本岡を当選に導いた。しかし、この状態が保たれたのはこの時だけであった。
- 1998年10月25日　兵庫県知事選挙で自民党と共に貝原俊民を支援。貝原は当選。この年、神戸空港の住民投票条例反対の声明を発表。

- 1998年11月19日　自由党、自民党との連立に踏み切る。再び、中央とのねじれが発生。
- 1999年1月　公明党再結成。11月に公明党は連立参加し自自公連立が成立。

　　　　　　 この年、民社兵庫が民主党に吸収、党内団体となる。
- 1999年4月　統一地方選で政治団体「21世紀を開く県政連合」を設立し兵庫県議会議員選挙で公認候補を5人擁立。3名が当選し、会派「21世紀クラブ」で活動。また、各政党間でも支援が行われた。
- 2000年4月1日　自由党が連立離脱、連立残留派が保守党結成。保守党が五党協参加。
- 2000年6月25日　第42回衆議院議員総選挙

参加政党・団体：連合兵庫、民主党、社会民主党、自由党、公明党、保守党
選挙区支援候補　1区：石井一（民主党）2区：赤羽一嘉（公明党）3区：土肥隆一（民主党）4区：井上喜一（保守党）5区：吉岡賢治（民主党）6区：市村浩一郎（民主党）7区：土井たか子（社会民主党）8区：冬柴鉄三（公明党）9区：西村康稔（無所属）10区：辻泰弘（民主党）11区：松本剛明（民主党）12区：山口壯（無所属）
中央とのねじれが鮮明となる中集票力を持つ公明党に配慮する姿勢が顕著となる。中央で対立しながら国政選挙で協力するという奇妙な構図となった。また、参加政党が公明に配慮したため、兵庫2区は公明党、共産党、自由連合という対決になり「究極の選択」と揶揄された。そうしたにもかかわらず3選挙区で候補統一に失敗。特に社会民主党は6区、8区に支部、党本部公認で候補を擁立したことを党県連が認めず数年間分裂状態となった。
- 2001年7月29日　第19回参議院議員選挙、兵庫県知事選挙

参加政党・団体：連合兵庫、民主党、社会民主党、自由党、公明党、保守党
選挙区支援候補：辻泰弘（民主党）
知事選支援候補：井戸敏三
社会民主党の反県連派である社民党兵庫正常化連が候補擁立を模索したものの断念。連合兵庫が辻泰弘を統一支援候補としたが直前に自由党が候補を擁立し一本化に失敗。貝原俊民の辞任に伴い行われた知事選挙では副知事であった井戸を自民党との相乗りで支援し当選させた。
- 2001年10月28日　神戸市長選挙で矢田立郎を支援。自民党の支援も受け矢田は当選。
- 2002年9月　尼崎市長選挙で現職の宮田良雄を支援するが落選。五党協結成の原点だったことから連合に衝撃が走った。
- 2002年12月26日　保守新党結成。五党協に留まることを表明。
- 2003年4月11日　「21世紀を開く県政連合」が兵庫県議会選挙に候補を3人擁立し全員当選。会派「21世紀クラブ」として活動。

姫路市長選挙で現職の堀川和洋を支援するが落選。
五党協のまとめ役だった連合兵庫会長の石井亮一が会長を退任。
- 2003年9月26日　自由党が民主党に合流。
- 2003年10月3日　自民党兵庫県連が公明党兵庫県本部に「五党協」離脱を求める文書を送付。
- 2003年11月25日　第43回衆議院議員総選挙

参加政党・団体：連合兵庫、民主党、社会民主党、公明党、保守新党
選挙区支援候補　1区：石井一（民主党）2区：赤羽一嘉（公明党）3区：土肥隆一（民主党）4区：井上喜一（保守新党）5区：梶原康弘（民主党）6区：市村浩一郎（民主党）7区：土井たか子（社会民主党）8区：冬柴鉄三（公明党）9区：西村康稔（無所属）10区：岡田康裕（民主党）11区：松本剛明（民主党）12区：山口壯（無所属の会）
前回と代わり、民主党が全選挙区に候補擁立を表明。公明党も自民党から離脱を要請されるなど事実上枠組みは崩壊した。しかし、連合兵庫はあくまで「五党協」に固執したため、政党間の協力は無く事実上連合の支援候補という形となった。民主党は結局7区は社民党と選挙協力し、12区は無所属の会の候補を支援。選挙後、9区で支援した西村康稔が当選後自民党入りするなど与党側に枠組みが利用されるケースも目立った。その後、連合兵庫は民主党、社会民主党の支援に軸足を移していくこととなった。
- 2007年4月　「21世紀を開く県政連合」が兵庫県議会選挙に候補を2人擁立し、1人当選。当選した永富正彦は支援を受けた民主党会派参加を表明し、会派「21世紀クラブ」が消滅。五党協が首長選挙以外の地方選挙でも名実ともに消滅。